# Ferrokróm

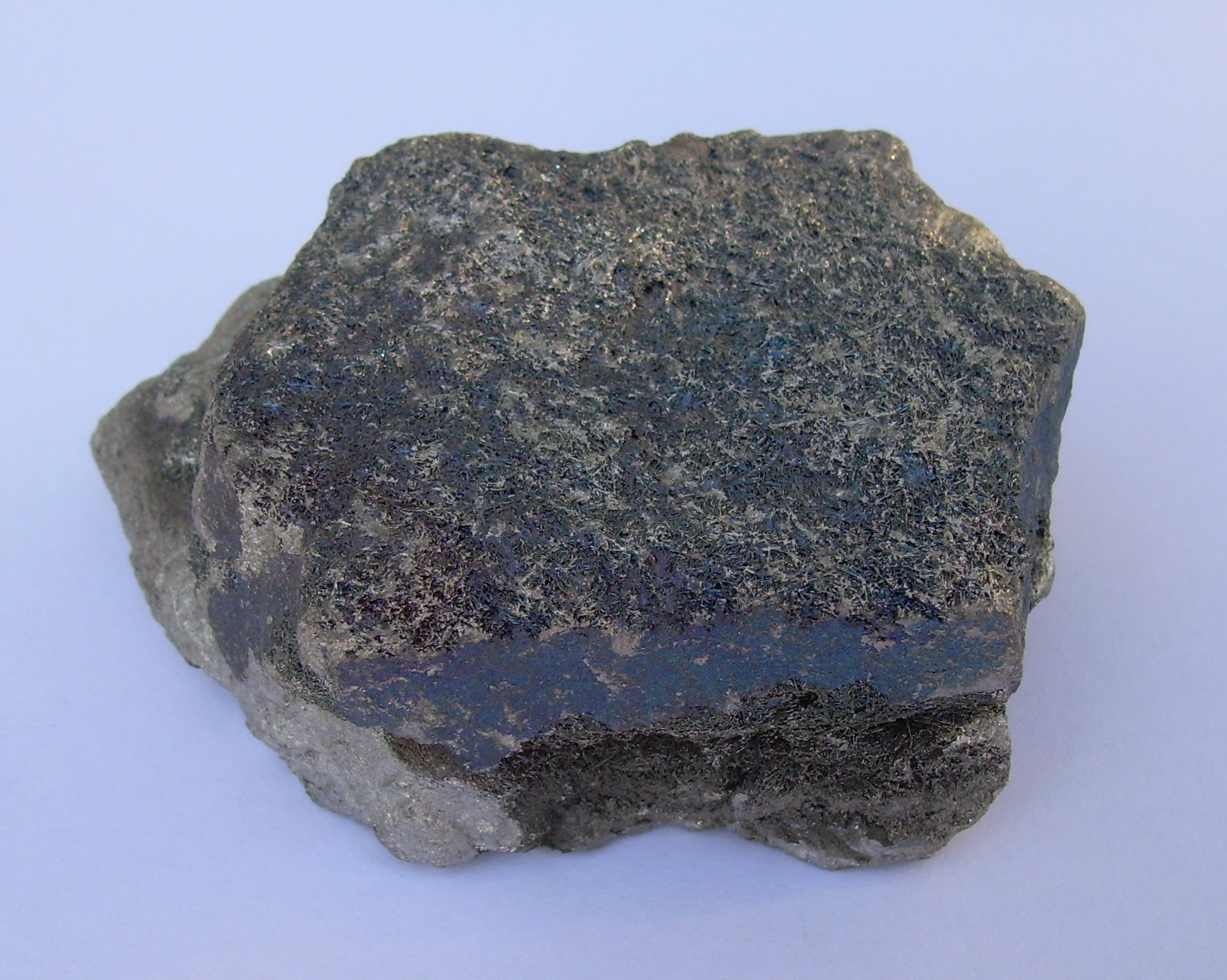
A ferrokróm

A ferrokróm (FeCr) vas és króm ötvözete, melynek krómtartalma tömegszázalékban kifejezve 50–70% közötti értéknek felel meg. A kromit szenes redukciójával gyártják, főleg Indiában, a Dél-afrikai Köztársaságban és Kazahsztánban, mivel ezen országoknak gazdag krómlelőhelyei vannak, de Oroszország és Kína is egyre többet gyárt belőle. Elsődleges felhasználási területe a rozsdamentes acél gyártása, mivel ennek az acéltípusnak a krómtartalma 10–20% között van.

## Felhasználása
Az évente legyártott mennyiség nagyjából 80%-át rozsdamentes acél gyártására fordítják. A rozsdamentes acél külső megjelenése és rozsdásodással szembeni ellenállása nagyban függ a krómtartalmától. Az átlagos rozsdamentes acél krómtartalma nagyjából 18%. Ugyanakkor szénacélhoz is hozzáadják, mikor annak a krómtartalmát akarják növelni.
A Dél-afrikai Köztársaságban gyártott ferrokrómot alacsony széntartalmúvá gyártják, amit aztán rozsdamentes acél gyártására használnak. Ellenben a Kazahsztánban gyártott ferrokrómot magas széntartalmúvá alakítják és olyan típusú acél gyártására használják, amelyben nagy a Cr-Fe arány és minimális mennyiségben tartalmaz ként, foszfort és titánt. Az ilyen típusú ferrokrómot kis méretű elektromos ívkemencékben gyártják, ellentétben a nagy mennyiségben gyártott típustól, amelyet sokkal nagyobb elektromos ívkemencékben hoznak létre sokszor robbanásszerű folyamat során.

## A gyártási folyamat
A ferrokrómot lényegében szenes redukcióval gyártják magas hőmérsékleten. A krómércet szénnel és koksszal redukálják vas-króm ötvözetté. Bár a szükséges nagy mennyiségű hő több úton is előállítható, általában a gyártásban elektromos ívkemencéket használnak, mivel így nagyjából 2800 °C hőmérsékletet lehet elérni. Mivel az érc megolvasztása nagy mennyiségű elektromos energiát igényel, ezért az eljárás elég drága.
A ferrokrómot nem folyamatosan veszik ki a berendezésből, hanem csak akkor, mikor elég nagy mennyiség gyűlt össze. Ekkor az olvadt anyag és a salak együtt távozik a rendszerből, és egy hűtőberendezésbe kerül. A ferrokróm előre legyártott formában szilárdul meg, általában fémrúdként, azonban ezt felaprítják vagy még feldolgozzák, mielőtt forgalomba hozzák. A kereskedelemben levő ferrokrómot általában kategorizálni szokták szén- és krómtartalma alapján.

## Fordítás
Ez a szócikk részben vagy egészben  a   Ferrochrome című angol Wikipédia-szócikk ezen változatának fordításán alapul.  Az eredeti cikk szerkesztőit annak laptörténete sorolja fel. Ez a jelzés csupán a megfogalmazás eredetét és a szerzői jogokat jelzi, nem szolgál a cikkben szereplő információk forrásmegjelöléseként.